# Wolf WR4
La Wolf WR4 fu una vettura di Formula 1 che corse nella stagione 1978. Spinta da un tradizionale motore  Ford Cosworth DFV, fu concepita da Harvey Postlethwaite, già ideatore dei modelli precedenti del costruttore canadese.
Esordì al Gran Premio d'Argentina 1978, e corse in tutto solo 2 gare mondiali. Jody Scheckter la guidò al debutto stagionale sul Circuito di Buenos Aires e Keke Rosberg con il team privato Theodore Racing Hong Kong la portò in pista ai Gran Premi di Olanda ed Italia, riuscendo a qualificarsi solo a Zandvoort. 